# Малюнок сім'ї
Малюнок сім'ї — графічна проективна методика, що дозволяє отримати інформацію про особливості сімейних відносин. Дана методика застосовується для діагностики дітей, починаючи з 3-4-річного віку. Обстежуваним може бути не тільки дитина, а ще й дорослий.

## Історія створення
Історичне виникнення методики «Малюнок сім'ї» пов'язане з розвитком проективної психології, зокрема з розвитком інтересу до рисункових методик, який особливо зріс після виходу в світ робіт К. Маховера і Дж. Бака. Рисункові тести набули неабиякої популярності серед психологів в 40-50-х рр. ХХ століття. У різних країнах її вивчення зв'язується з різними авторами: в США — з Хьюлсом В. і Резнікова М., у Франції — з Міньковський Е. і Поро М. Вперше застосування методики «Малюнок сім'ї» для психологічного обстеження сімейних взаємин було показано в роботах В . Вольфа. В.Вольф пропонував дітям намалювати свою сім'ю, згодом він аналізував малюнок за такими критеріями:
1. Послідовність зображення членів сім'ї,
2. Просторове розташування членів сім'ї,
3. Склад намальованої сім'ї в порівнянні з реальною родиною,
4. Відмінності між графічними репрезентації у розмірі та інших деталях.

### Призначення тесту
Сімейну ситуацію, яку батьки оцінюють з усіх боків позитивно, дитина може сприймати зовсім інакше. Дізнавшись, яким вона бачить навколишній світ, сім'ю, батьків, себе, можна зрозуміти причини виникнення багатьох проблем і ефективно допомогти їй при їх вирішенні.
Тест призначений для виявлення особливостей внутрішньосімейних відносин. Методику можна використовувати з 3,5 років.

## Процедура
Дитині дають простий олівець середньої м'якості, набір кольорових олівців, гумку і стандартний чистий аркуш паперу формату А4. Використання будь-яких додаткових інструментів виключається.
Інструкція: «Намалюй, будь ласка, свою сім'ю». Не слід давати які-небудь вказівки чи уточнення. На запитання, які може поставити дитина, типу «Кого треба малювати, а кого не треба?», «Треба намалювати всіх?», «А дідуся малювати треба?» і т. д., відповідати слід ухильно, наприклад: «Малюй так, як тобі хочеться».
Поки дитина малює, психолог повинен ненав'язливо проводити спостереження, відзначаючи такі моменти, як:
- порядок заповнення вільного простору.
- порядок появи персонажів малюнка.
- час початку і закінчення роботи.
- виникнення труднощів при зображенні того чи іншого персонажа або елементів малюнку (надмірна зосередженість, паузи, помітна повільність, користування гумкою і т. д.).
- час, витрачений на виконання окремих персонажів.
- емоційний настрій дитини під час зображення того чи іншого персонажа.
- спонтанні коментарі дитини.

Після виконання завдання слід отримати максимум додаткової інформації, організувавши коротку бесіду за допомогою запитань:
1. Скажи, хто тут намальований?
2. Де вони?
3. Що вони роблять?
4. Хто в сім'ї найбільш хороший і чому?
5. Їм весело чи нудно? Чому?
6. Хто з намальованих людей найщасливіший? Чому?
7. Хто з них найбільш нещасний? Чому?
8. Як у цій сім'ї карають дітей за погану поведінку?
9. Кого одного залишать вдома, коли поїдуть на прогулянку?
10. Чому дитина не намалювала кого-небудь з членів сім'ї (якщо так сталося)?

При опитуванні психолог повинен з'ясувати сенс намальованого дитиною — почуття до окремих членів родини.
Якщо інформації недостатньо можна розширити бесіду і задати дитині вирішити 6 ситуацій: 3 з них мають виявити негативні почуття до членів сім'ї, 3 — позитивні.
1. Уяви собі, що ти маєш два квитки в цирк. Кого б ти покликав з собою?
2. Уяви, що вся твоя родина йде в гості, але один з вас захворів і повинен залишитися вдома. Хто він?
3. Ти будуєш з конструктора будинок (вирізаєш паперову сукню для ляльки), і в тебе не виходить. Кого ти покличеш на допомогу?
4. Ти маєш …. квитків (на один менше, ніж членів сім'ї) на цікаву кінокартину. Хто залишиться вдома?
5. Уяви собі, що ти потрапив на безлюдний острів. З ким би ти хотів там жити?
6. Ти отримав у подарунок цікаве лото. Вся сім'я сіла грати, але вас однією людиною більше, ніж треба. Хто не буде грати?

## Інтерпретація
Інтерпретація процесу малювання реалізує тезу про те, що за динамічними характеристиками малювання криються зміни думки, актуалізація почуттів, напруга, конфлікти, які відображають значущість певних деталей малюнка дитині. Інтерпретація процесу малювання вимагає творчого включення всього практичного досвіду психолога, його інтуїції.

### Аналіз процесу малювання
- Першим зображується найзначиміший, головний або найбільш емоційно близький член сім'ї. Як правило, це той, хто більше часу буває з дітьми, більше, ніж інші приділяє їм увагу
- Як правило, діти, отримавши завдання намалювати сім'ю, починають малювати членів сім'ї. Деякі ж діти спершу, малюють різні об'єкти, лінію підстави, сонце, меблі і т. д. І лише в останню чергу приступають до зображення людей. Така послідовність виконання завдання є своєрідною захисною реакцією, за допомогою якої дитина відсуває неприємне їй завдання в часі. Найчастіше це спостерігається у дітей з нещасливою сімейною ситуацією, але це також може бути наслідком поганого контакту дитини з психологом. Повернення до малювання тих же членів сім'ї, об'єктів, деталей вказує на їх значущість для дитини.
- Паузи перед малюванням певних деталей, членів сім'ї найчастіше пов'язані з конфліктним ставленням і є зовнішнім проявом внутрішнього дисонансу мотивів. На несвідомому рівні дитина як би вирішує, малювати йому чи ні людину або деталь.
- Стирання намальованого, перемальовування можуть бути пов'язані як з негативними емоціями по відношенню до члена сім'ї, так і з позитивними. Вирішальне значення має кінцевий результат малювання. Якщо стирання і перемальовування не привели до помітно кращої графічної презентації — можна судити про конфліктне відношення дитини до цієї людини.
- Спонтанні коментарі часто прояснюють сенс мальованої змісту. Тому до них треба уважно прислухатися. Також треба мати на увазі, що коментарі все ж є засобом ослаблення внутрішнього напруження, і їх поява видає найбільш емоційно «заряджені» місця малюнка. Це може допомогти направити і питання після малювання, і сам процес інтерпретації.

### Оцінка загальної структури
- Якщо члени сім'ї зображені так, що тримаються за руки, то це може відповідати реальній ситуації в сім'ї, а може бути відображенням бажаного. Але, загалом малювання членів сім'ї із сполученими руками, об'єднаність їх у загальній діяльності є індикаторами психологічного благополуччя, сприйняття включеності в сім'ю. Малюнки з протилежними характеристиками (роз'єднаністю членів сім'ї) можуть вказувати на низький рівень емоційних зв'язків.
- Якщо якийсь персонаж віддалений від інших фігур, це може говорити про «дистанцію», яку дитина помічає в житті і виділяє її.
- Малюючи одного з членів сім'ї вище за інших, дитина тим самим надає йому винятковий статус. Цей персонаж, на думку дитини, володіє найбільшою владою в сім'ї, навіть якщо досліджуваний малює його найменшим порівняно з розмірами інших. Нижче всіх інших дитина схильна малювати того, чий вплив в сім'ї є мінімальним. Для прикладу, якщо дитина вище всіх ставить свого молодшого брата, то, на її думку, він саме той, хто управляє всіма іншими.
- Якщо взагалі не зображені люди або зображені тільки люди, які не пов'язані з сім'єю, то це свідчить про травматичні переживання, пов'язані з родиною, відчуття знедоленої, покинутості (тому такі малюнки часті у дітей, які нещодавно прийшли в інтернат), аутизм, відчуття небезпеки, великий рівень тривожності, результат поганого контакту психолога з дитиною.
- Діти зменшують склад сім'ї, «забуваючи» намалювати тих членів сім'ї, які їм менш емоційно привабливі, з якими склалися конфліктні відносини.
- Часте явище в дитячих малюнках — відмова малювати молодшого брата або сестру. Пояснення, такі, як «Брата я забув намалювати» або «Для молодшого брата місця не вистачило» можуть ввести в оману. Нічого випадкового в малюнку сім'ї немає. Все має своє значення, виражає ті чи інші почуття і переживання дитини по відношенню до близьких йому людей. Досить поширена ситуація, коли дитина ревнує батьків до молодшої дитини, оскільки тому дістається велика частина любові та уваги батьків. Оскільки в реальності вона стримує прояв почуття невдоволення і агресії, у малюнку сім'ї ці почуття знаходять свій вихід. Молодший сиблінг просто не зображується на малюнку. Заперечуючи його існування, дитина знімає наявну проблему. Може мати місце й інша реакція: дитина може зобразити на малюнку молодшого сиблінга, але виключити самого себе зі складу сім'ї, таким чином ідентифікуючи себе з суперником, який користується увагою і любов'ю батьків. Відсутність на малюнку дорослих може свідчити про негативне ставлення дитини, відсутності будь-якого емоційного зв'язку з ними.
- Збільшення складу родини пов'язано з незадоволеними психологічними потребами в сім'ї. Це свідчить про спробу заповнити пустоти, відшкодувати брак близьких, теплих відносин, компенсувати недостатність емоційних зв'язків. Так, хлопчик, будучи єдиною дитиною в сім'ї, може включити в свій малюнок двоюрідних сестер чи братів, далеких родичів і різних тварин — кішок, собак та інших, висловлюючи тим самим недолік близького спілкування з іншими дітьми і потребу мати постійного супутника в іграх, з яким можна було б спілкуватися на рівних. Якщо намальовані дорослі, не пов'язані з сім'єю, то це вказує на пошук людини, здатної задовольнити потребу дитини в близьких емоційних контактах. У деяких випадках — на символічне руйнування цілісності сім'ї, помста батькам внаслідок відчуття непотрібності.
- Коли близьке розташування фігур обумовлено задумом помістити членів сім'ї в обмежений простір (човен, маленький будиночок і т. ін.). свідчить про спробу дитини об'єднати, згуртувати родину (для цієї мети дитина вдається до зовнішніх обставин, так як відчуває марність такої спроби).

### Аналіз особливостей фігур
- Абсолютна величина фігур. Великі, через весь лист, фігури малюють імпульсивні, впевнені в собі, схильні до домінування діти. Дуже маленькі фігури пов'язані з тривожністю, відчуттям небезпеки.
- Найбільш привабливого персонажа для дитини можна визначити за такими ознаками: він зображується першим і поміщається на передньому плані; він вищий і крупніший за інших; намальований з більшою любов'ю і ретельністю; інші персонажі згруповані навколо, повернені в його бік, дивляться на нього; зображений одягненим в особливої одяг; промальовано велику кількість деталей тіла.
- Найменш значимий персонаж на малюнку зображується найменшим, часто схематично, малюється в останню чергу і поміщається в стороні від інших. Дитина може перекреслити його кількома штрихами або стерти гумкою. Іноді пропуск в малюнку істотних частин тіла (голови, рук, ніг) може вказувати поряд з негативним ставленням також і на агресивні імпульси щодо цієї людини.
- Сильне штрихування або сильний натиск олівця при зображенні тієї чи іншої фігури видають відчуття тривоги, яке відчуває дитина по відношенню до цього персонажа. І навпаки, саме така фігура може бути зображена за допомогою слабкої, тонкої лінії.
- Дистанція між членами сім'ї — один з важливих характеристик. Відстані на малюнку є відображенням психологічної дистанції. Найбільш близькі люди зображуються на малюнку ближче до фігури дитини. Перевага того чи іншого з батьків виражається в тому, ближче до кого з батьків намалював себе дитина, який вираз обличчя прочитується у фігурах батьків.

Важливо звертати увагу і на малювання окремих частин тіла. Справа в тому, що окремі частини тіла пов'язані з певними сферами активності, є засобами спілкування, контролю, пересування і т. д.
- Руки є основними засобами впливу на світ, фізичного контролю поведінки інших людей. Якщо дитина малює себе з піднятими вгору руками, з довгими пальцями, то це часто пов'язано з його агресивними бажаннями. Іноді такі малюнки малюють і зовні спокійні, поступливі діти. Можна припускати, що дитина відчуває ворожість по відношенню до оточуючих, але його агресивні спонукання пригнічені. Таке малювання себе також може вказувати на прагнення дитини компенсувати свою слабкість, бажання бути сильним, панувати над іншими. Ця інтерпретація більш достовірна тоді, коли дитина на додаток до «агресивним» рукам ще малює і широкі плечі або інші атрибути, символи «мужності» і сили. Іноді дитина малює всіх членів сім'ї з руками, але «забуває» намалювати їх собі. Якщо при цьому дитина малює себе ще й непропорційно маленьким, то це може бути пов'язано з почуттям безсилля, власної меншовартості в сім'ї, з відчуттям, що оточуючі пригнічують його активність, надмірно його контролюють. Цікаві малюнки, в яких один з членів сім'ї намальований з довгими руками, великими пальцями. Найчастіше це вказує на сприйняття дитиною агресивності цього члена сім'ї. Те ж значення може мати і презентація члена сім'ї взагалі без рук — таким чином, дитина символічними засобами обмежує його активність.
- Голова — центр локалізації «Я», інтелектуальної та перцептивної діяльності. Якщо діти старше п'ятирічного віку (нормального інтелекту) в малюнку пропускають частини обличчя (очі, рот), це може вказувати на серйозні порушення в сфері спілкування, відгородження, аутизм. Якщо при малюванні інших членів сім'ї дитина пропускає голову, риси обличчя або штрихує все обличчя, то це часто пов'язано з конфліктними відносинами з даною особою, ворожим ставленням до нього.
- Вираз обличчя намальованих людей також може бути індикатором почуттів дитини до них. Однак треба мати на увазі, що діти схильні малювати усміхнених людей, це своєрідний «штамп» у їхніх малюнках, але це зовсім не означає, що діти так сприймають оточуючих. Для інтерпретації малюнка сім'ї вирази облич значущі тільки в тих випадках, коли вони відрізняються один від одного.
- Презентація зубів і виділення рота часті у дітей, схильних до оральної агресії. Якщо дитина так малює не себе, а іншого члена сім'ї, то це часто пов'язано з почуттям страху, сприйняттям ворожості цієї людини до дитини або до інших членів родини.

Дитина не малює себе або замість сім'ї малює тільки себе. В обох випадках досліджуваний не включає себе до складу сім'ї, що свідчить про відсутність почуття спільності з членами сім'ї. Відсутність у малюнку «Я» більш характерно дітям, які відчувають неприйняття. Презентація в малюнку тільки «Я» може вказувати на різні причини. Якщо малюнок про самого себе загалом позитивний (велика кількість деталей тіла, квітів, декорування одягу, велика величина фігури), то це поряд з несформованим почуттям згуртованості вказує і на певні егоцентричні, істероїдні риси характеру. Якщо ж малюнку характерна маленька величина, схематичність, загалом створений негативний емоційний фон, то можна припускати присутність почуття покинутості, іноді це може вказувати на античність. Деякі діти найбільшими або рівними за величиною з батьками малюють себе. Як правило, це може бути пов'язано з: егоцентричністю дитини, змаганням за батьківську любов з батьком чи матір'ю, виключаючи або зменшуючи при цьому «конкурента». Значно меншими, ніж інших членів сім'ї, себе малюють діти, які: відчувають свою незначність, непотрібність і т. п . вимагають опіки, піклування з боку батьків, займаючи в сім'ї позицію «малюка».
Якщо дитина більше всіх виділяє на малюнку свою фігуру, малює себе більш ретельно, промальовуючи всі деталі, зображуючи більш яскраво, так що кидається в очі, а інші фігури складають просто фон, то тим самим вона висловлює важливість власної особистості. Вона вважає себе основним персонажем, навколо якого обертається життя в сім'ї, найбільш значущим, унікальним. Подібне відчуття виникає на основі батьківського ставлення до дитини. Прагнучи втілити в дитині все те, чого не змогли домогтися самі, дати їй все, чого були позбавлені, батьки визнають її пріоритет, першорядність її бажань та інтересів і свою допоміжну, другорядну роль.
Маленька, слабка фігурка може виражати почуття безпорадності і таким чином демонструється потреба турботи і догляду. Таке положення може бути пов'язано з тим, що дитина звикла до атмосфери постійної і надмірної опіки, яка оточує її в сім'ї (часто спостерігається в сім'ях з єдиною дитиною), тому відчуваючи себе слабкою дитина може зловживати цим, маніпулюючи батьками і постійно вимагаючи від них допомоги та уваги. Дитина може намалювати себе поблизу батьків, відтіснивши інших членів сім'ї. Таким чином, вона підкреслює свій винятковий статус серед інших дітей.

### Батьківська пара
Зазвичай батьки зображуються разом, батько вище і крупніше міститься ліворуч, мати нижче праворуч, за ними слідують інші фігури в порядку значимості. Слід враховувати, що малюнок не завжди відображає дійсність, іноді це лише віддзеркалення бажаного. Дитина, яка виховується одним із батьків, може проте зобразити їх обох, висловлюючи тим самим своє бажання того, щоб їх союз відновився. Якщо ж дитина малює одного з батьків, з яким живе, це означає прийняття нею реально наявної ситуації, до якої дитина більш-менш адаптувалась.
Один з батьків може опинитися на малюнку в ізольованому положенні. Якщо фігура однієї статі із досліджуваним і зображена осторонь від інших, то це можна інтерпретувати як бажання дитини перебувати з кимось із батьків протилежної статі. Ревнощі, викликані Едіповим комплексом, є цілком нормальним явищем для дитини до досягнення нею статевого дозрівання (в середньому 12 років).
Якщо на малюнку батьки контактують один з одним, наприклад тримаються за руки, то, значить, у житті між ними спостерігається тісний психологічний контакт.